# Liausson
Liausson è un comune francese di 146 abitanti situato nel dipartimento dell'Hérault nella regione dell'Occitania. È uno degli abitati che si affacciano sul Lago di Salagou.

## Società

### Evoluzione demografica
Abitanti censiti